# پیتر مارک ریچمن
پیتر مارک ریچمن (انگلیسی: Peter Mark Richman؛ زادهٔ ۱۶ آوریل ۱۹۲۷) فیلم‌نامه‌نویس، تهیه‌کننده و هنرپیشه اهل ایالات متحده آمریکا است.

## فیلم‌شناسی
از فیلم‌ها یا برنامه‌های تلویزیونی که وی در آن نقش داشته است، می‌توان به ترغیب دوستانه، سلاح عریان دو و یک‌دوم: بوی ترس و مأمور ه.ا.ر.م اشاره کرد.

## مرگ
ریچمن به دلایل طبیعی در وودلند هیلز، کالیفرنیا درگذشت. 